# Access Systems
Access Systems，是愛可信的子公司，成立於2002年1月，開發了Palm OS和BeOS。

## 歷史
2001年，Palm Computing從Be公司收購BeOS。
2002年1月，Palm Computing設立一家全資子公司以開發及授權Palm OS，取名為PalmSource。
2003年10月，PalmSource自Palm Computing分拆成為獨立公司，後者更名為palmOne。palmOne與PalmSource設立一家持有Palm商標的控股公司。
2004年1月，PalmSource宣佈傳統Palm OS的後繼者將名為Palm OS Cobalt，可是未能取得硬體授權上的支持。2004年12月，PalmSource收購提供移動式Linux的軟體公司移軟科技，結果為PalmSource宣佈將Palm OS擴展到在Linux架構上運行。
2005年5月，palmOne購買PalmSource持有的Palm商標股份，更名為Palm公司，作為協議的一部份palmOne獲得PalmSource持有的數個特定Palm商標權利以及一個四年過渡期的授權。
2006年10月，專於移動及嵌入式瀏覽器技術的愛可信以3億2400萬美元收購PalmSource，更名為Access Systems。

## 外部連結
- （英文）Access Systems（页面存档备份，存于）